# Cedrela fissilis
Cedrela fissilis är en tvåhjärtbladig växtart som beskrevs av Vell.. Cedrela fissilis ingår i släktet Cedrela och familjen Meliaceae. Inga underarter finns listade i Catalogue of Life.